# Janusz Brzozowski
Janusz Paweł Brzozowski (Stettino, 29 giugno 1951) è un ex pallamanista polacco, vincitore del bronzo olimpico a Montréal 1976.
Quattro anni dopo, ai Giochi di Mosca 1980 si classificò settimo.

## Palmarès
- Giochi olimpici

Montréal 1976: bronzo.